# آرچی برنان
آرچی برنان (انگلیسی: Archie Brennan؛ زادهٔ ۱۶ اکتبر ۲۰۰۰) بازیکن فوتبال اهل بریتانیا است.
از باشگاه‌هایی که در آن بازی کرده‌است می‌توان به باشگاه فوتبال چلتنهام تاون اشاره کرد.